# Rapa Rapa
Rapa Rapa is een bestuurslaag in het regentschap Nias Selatan van de provincie Noord-Sumatra, Indonesië. Rapa Rapa telt 43 inwoners (volkstelling 2010).